# Ferdinand Giese
Johann Emanuel Ferdinand von Giese (* 13. Januar 1781 bei Küstrin; † 10. Mai 1821) war ein deutscher Pharmakologe, Hochschullehrer sowie Rektor der Kaiserlichen Universität Dorpat (1816–1818).
Giese studierte Pharmazie an der Berliner Universität und wurde 1804 an der Universität Erfurt promoviert. Anschließend ging er nach Russland und erhielt eine Anstellung als Adjunkt an der neu gegründeten Universität Charkow. 1811 wurde er ordentlicher Professor für Chemie und Pharmazie an der Universität und gab zusammen mit dem Dorpater Professor für Chemie und Pharmazie David Hieronymus Grindel das Russische Jahrbuch für die Chemie und Pharmacie heraus, von dem 2 Jahrgänge erschienen. 1809 wurde er zum korrespondierenden Mitglied der Akademie der Wissenschaften in Sankt Petersburg gewählt. 1814 erhielt er eine Berufung an die Universität Dorpat, wo er zunächst Dekan und ab 1816 Rektor war.